# Lake of Sorrow
Lake of Sorrow — дебютный студийный альбом норвежской симфоник готик/дум-метал группы The Sins of Thy Beloved, выпущенный в 1998 году.

## Об альбоме
Lakes of Sorrow стал первым альбомом септета The Sins of Thy Beloved, в состав которого помимо вокалистки, гитаристов и барабанщика, вошли клавишники и скрипач. Дебютный лонгплей группы был близок по стилистике к ещё одной норвежской группе Tristania, а вокал Аниты Аугленд напоминал Лив Кристин из Theater of Tragedy.
На сайте Chronicles of Chaos альбом получил оценку 9 из 10. Педро Азеведо назвал его впечатляющим дебютом, несмотря на недостаток оригинальности. Обозреватель Metal.de оценил его чуть ниже (8/10), но также отметил разносторонний характер музыки, ставящий The Sins of Thy Beloved в один ряд с My Dying Bride и Theater of Tragedy.

## Список композиций
Слова и музыка всех песен — The Sins of Thy Beloved.
| №                   | Название            | Длительность |
| ------------------- | ------------------- | ------------ |
| 1.                  | «My Love»           | 9:30         |
| 2.                  | «The Kiss»          | 8:56         |
| 3.                  | «Worthy of You»     | 7:17         |
| 4.                  | «Lake of Sorrow»    | 7:06         |
| 5.                  | «Until the Dark»    | 6:39         |
| 6.                  | «All Alone»         | 7:13         |
| 7.                  | «Silent Pain»       | 8:02         |
| Общая длительность: | Общая длительность: | 54:43        |

## Участники записи
- Анита Аугленд — вокал
- Гленн Мортен Нордбо — гитара, вокал
- Арилд Кристенсен — гитара, бэк-вокал
- Ола Аарестад — бас
- Андерс Туе — клавишные
- Ингфрид Стенслад — клавишные
- Стиг Йохансен — ударные
- Пит Йохансен — скрипка